# Самгакджи
«Самгакджи» (кор. 삼각지역) — пересадочная станция Сеульского метро на Четвёртой и Шестой линиях, представленная подземными станциями на обеих линиях. Она представлена одной островной платформой на Шестой линии и двумя боковыми — Четвёртой. Станция 4 линии обслуживается транспортной корпорацией Сеул Метро, на 6 линии — корпорация скоростного транспорта Сеула. Расположена в квартале Хананъно-дон района Йонсан-гу города Сеул (Республика Корея). На станции установлены платформенные раздвижные двери.
Пассажиропоток — н/д.
Станция на 4 линии была открыта 18 октября 1985 года, на 6 линии — 15 декабря 2000 года.
Открытие станции было совмещено с открытием участка Четвёртой линии Хехва—Садан длиной 16,5 км и еще 13 станцийː Хехва (420), Тондэмун, Исторический и культурный парк Тондэмун, Чхунъмуро, Мён-дон, Хвехён, Сеул, Женский университет Соокмюнъ, Синёнъсан, Ичхон, Донджак, Ису (Университет Чхонъсхин) и Садан (433).
В непосредственной близости расположены Военный мемориал Республики Корея (выход 12) и Министерство национальной обороны Республики Корея (выход 13). Также в нескольких минутах ходьбы расположена наземная станция метро на Первой линии Намён (134), открытая  15 августа 1974 года.